# T・J・ワット
トレント・ジョーダン・ワット（Trent Jordan Watt , 1994年10月11日 - ）は、アメリカ合衆国ウィスコンシン州ピウォーキー出身のプロアメリカンフットボール選手。NFLのピッツバーグ・スティーラーズに所属している。ポジションはアウトサイドラインバッカー。2人の兄J・J・ワット、デレク・ワットもNFL選手。

## プロ入り以前の経歴
消防士の父と検査会社副社長の母の元、3兄弟の末っ子として生まれる。ウィスコンシン大学マディソン校（ウィスコンシン・バジャーズ）では、2012年から2015年まで次兄のデレックとプレーした。

## プロキャリア

### ピッツバーグ・スティーラーズ
| 身長                        | 体重            | 腕 の 長 さ       | 手 の 大 き さ | 40Yrd ダ ッ シ ュ | 10Yrd ス プ リ ッ ト | 20Yrd ス プ リ ッ ト | 20Yrd シ ャ ト ル | 3 コ 丨 ン ド リ ル | 垂 直 跳 び   | 立 ち 幅 跳 び      | ベ ン チ プ レ ス |
| --------------------------- | --------------- | ----------------- | -------------- | ----------------- | -------------------- | -------------------- | ----------------- | ------------------- | ------------- | ------------------- | ----------------- |
| 6 ft 4+1⁄2 in (194 cm)      | 252 lb (114 kg) | 33+1⁄8 in (84 cm) | 11 in (28 cm)  | 4.69 s            | 1.59 s               | 2.71 s               | 4.13 s            | 6.79 s              | 37 in (94 cm) | 10 ft 8 in (3.25 m) | 21 回             |
| All values from NFL Combine |                 |                   |                |                   |                      |                      |                   |                     |               |                     |                   |

ワットは、2017年のNFLドラフトで1巡目（全体30位）でピッツバーグ・スティーラーズから指名された。

#### 2017年
2017年6月14日、スティーラーズと4年925万ドルのルーキー契約にサインし、ボーナスは487万ドルだった。

彼は、右アウトサイドラインバッカーのポジションをジェームズ・ハリソンと競い合い、トレーニングキャンプに入った。ワットは、ポジション争いに勝ち、先発出場を決めた。
ワットは、2017年9月10日のブラウンズとのシーズン開幕戦で、NFLデビューをした。これは、1988年のアーロン・ジョーンズ以来の、スティーラーズの開幕戦で先発したルーキーラインバッカーだった。2017年10月22日、ワットは、ベンガルズ戦でのクォーターバックのアンディ・ダルトンに6回のコンボタックル、今シーズン4回目のサックを記録した。 彼は、バッド・デュプリー（2014）とラマー・ウッドリー（2007）にルーキーのサック記録で並んだ。
ワットは、ルーキーシーズンを15試合に先発出場し、合計54回（ソロ40回）のタックル、パスディフレクション7回、サック7回、ファンブルフォース1回、インターセプト1回で終えた。

#### 2018年
ワットはブラウンズとのシーズン開幕戦で先発出場し、シーズン最高の10回のコンボタックル（7回のソロ）、3サックを記録し、フィールドゴールブロックも記録した。
彼はそのパフォーマンスが評価され、AFCディフェンシブプレーヤー・オブ・ザ・ウィークを獲得した。2018年10月7日のファルコンズ戦で、ワットは合計8タックル、シーズン最高の3サックを記録し、スティーラーズが 41-17 で勝利したファンブルフォースも記録した。このパフォーマンスで、その年で2回目のAFCディフェンシブプレーヤー・オブ・ザ・ウィークを受賞した。彼は2018年シーズンの16試合すべてに先発し、合計68タックル（50ソロ）、13サック、6ファンブルフォース、3パスデフレクションを記録した。彼は2018年にPFFにおいて75.8の総合成績を出した。シーズン終了後、ワットは2019年のNFLトップ100プレーヤーにおいて93位にランクインした。

#### 2019年

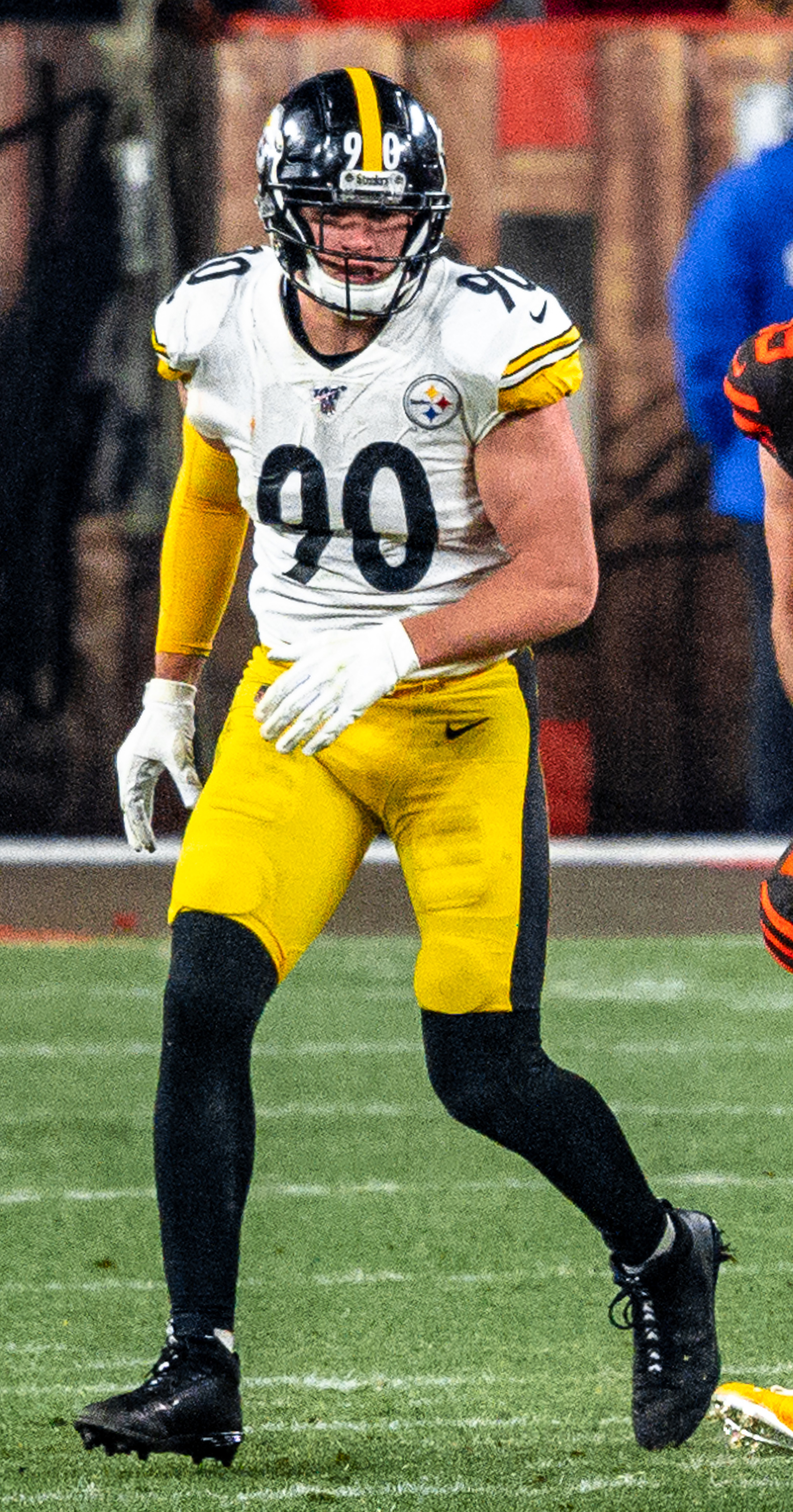
2019年にスティーラーズでプレーするワット

第2週のシーホークス戦で、ワットは6タックルを記録し、シーズン初のサックを記録した。第3週のフォーティナイナーズ戦で、ワットはシーズン初のインターセプトを記録した。第8週のドルフィンズ戦で、ワットは2サックを記録した。11月のパフォーマンスが評価され、ワットはAFCディフェンシブプレーヤー・オブ・ザ・マンスを獲得した。第14週のカージナルス戦で、ワットはカイラー・マレーが投げたパスを、エンドゾーンでシーズン2回目のインターセプトを記録した。
3シーズン目の終わりまでに、ワットはNFLで最高のパスラッシャーの1人としての地位を確立し、AFCハイの14.5サックとリーグハイの8ファンブルフォースを記録した。彼は2010年のトロイ・ポラマル以来初となる、チームMVPに選ばれた。ワットは、オールプロのエッジラッシャーとしてファーストチームに、ラインバッカーとしてセカンドチームに選ばれた。彼はまた、NFL最優秀守備選手賞の候補ともなったが、投票で3位に終わった。シーズン後、ワットは2020年のNFLトップ100プレーヤーで25位にランクインした。

#### 2020年
15試合に先発出場し、53タックル、7パスディフレクション、2ファンブルフォースを記録した。15サック、23タックルフォーロス、41QBヒットはいずれもリーグトップであり、オールプロファーストチームに選出された。

#### 2021年
契約延長交渉はシーズン開幕後までもつれこんだが、2021年9月9日、4年総額1億1,200万ドルの契約延長に合意した。ディフェンスの選手としては当時史上最高年俸であり、8,000万ドルの保証はスティーラーズ史上最高額であった。シーズンでは15試合に先発出場し、64タックル、7パスディフレクション、5ファンブルフォースを記録した。シーズン22.5サックはマイケル・ストレイハンの記録に並んでNFL史上トップタイであったほか、タックルフォーロス21回、QBヒット39回も2年連続リーグトップであり、NFL最優秀守備選手賞を受賞した。

#### 2022年
シーズン開幕戦のベンガルズ戦で胸筋を断裂し、以降の7試合を欠場した。シーズンを通しては5.5サックに留まるも、5年連続のプロボウル出場を果たした。

#### 2023年
第2週のブラウンズ戦でサックを記録し、ジェームズ・ハリソンの持つスティーラーズのサック数記録を更新した。レギュラーシーズン最終戦となった第18週に膝の内側側副靭帯（MCL）を損傷してプレーオフを欠場した。シーズンを通しては全17試合に先発出場して19サックを記録し、NFL史上初めて、サック数で3度リーグトップとなった。最優秀守備選手賞の投票では2位に入り、2年ぶり4度目のオールプロファーストチームに選出された。

#### 2024年
全17試合に先発出場し、11.5サック、リーグトップのファンブルフォース6回を記録して、オールプロセカンドチームに選出された。

#### 2025年
2025年7月17日、スティーラーズとの間で、1億800万ドルが保証された、3年総額1億2,300万ドルの契約延長に合意した。年俸4,100万ドルはジャマール・チェイスを上回って非QBでは史上最高額となった。

## 詳細情報

### 年度別成績

#### レギュラーシーズン
| シーズン | チーム | 試合 | 試合 | タックル | タックル | タックル | タックル | タックル | ファンブル | ファンブル | ファンブル | ファンブル | インターセプト | インターセプト | インターセプト | インターセプト | インターセプト |
| シーズン | チーム | GP   | GS   | Cmb      | Solo     | Ast      | TfL      | Sck      | FF         | FR         | Yds        | TD         | Int            | Yds            | Lng            | TD             | PD             |
| -------- | ------ | ---- | ---- | -------- | -------- | -------- | -------- | -------- | ---------- | ---------- | ---------- | ---------- | -------------- | -------------- | -------------- | -------------- | -------------- |
| 2017     | PIT    | 15   | 15   | 54       | 40       | 14       | 10       | 7.0      | 1          | 0          | 0          | 0          | 1              | 17             | 17             | 0              | 7              |
| 2018     | PIT    | 16   | 16   | 68       | 50       | 18       | 12       | 13.0     | 6          | 0          | 0          | 0          | 0              | 0              | 0              | 1              | 3              |
| 2019     | PIT    | 16   | 16   | 55       | 35       | 20       | 14       | 14.5     | 8          | 4          | 0          | 0          | 2              | 7              | 7              | 0              | 8              |
| 2020     | PIT    | 15   | 15   | 53       | 43       | 10       | 23       | 15.0     | 2          | 0          | 0          | 0          | 1              | 0              | 0              | 0              | 7              |
| 2021     | PIT    | 15   | 15   | 64       | 48       | 16       | 21       | 22.5     | 5          | 3          | 1          | 0          | 0              | 0              | 0              | 0              | 7              |
| 2022     | PIT    | 10   | 10   | 39       | 27       | 12       | 8        | 5.5      | 1          | 0          | 0          | 0          | 2              | 0              | 0              | 0              | 5              |
| 2023     | PIT    | 17   | 17   | 68       | 48       | 20       | 19       | 19.0     | 4          | 3          | 34         | 1          | 1              | 24             | 24             | 0              | 8              |
| 2024     | PIT    | 17   | 17   | 61       | 40       | 21       | 19       | 11.5     | 6          | 2          | 0          | 0          | 0              | 0              | 0              | 0              | 4              |
| 通算     | 通算   | 121  | 121  | 462      | 331      | 131      | 126      | 108.0    | 33         | 12         | 35         | 1          | 7              | 48             | 24             | 0              | 49             |

- 2024年度シーズン終了時
- 太字は自身最高記録
- ■はリーグ最高記録
- ■はNFL最優秀守備選手賞受賞年

#### ポストシーズン
| シーズン | チーム | 試合 | 試合 | タックル             | タックル             | タックル             | タックル             | タックル             | タックル             | ファンブル           | ファンブル           | ファンブル           | ファンブル           |
| シーズン | チーム | GP   | GS   | Cmb                  | Solo                 | Ast                  | TfL                  | Sck                  | PD                   | FF                   | FR                   | Yds                  | TD                   |
| -------- | ------ | ---- | ---- | -------------------- | -------------------- | -------------------- | -------------------- | -------------------- | -------------------- | -------------------- | -------------------- | -------------------- | -------------------- |
| 2017     | PIT    | 1    | 1    | 2                    | 1                    | 1                    | 0                    | 0.0                  | 1                    | 0                    | 0                    | 0                    | 0                    |
| 2020     | PIT    | 1    | 1    | 3                    | 2                    | 1                    | 1                    | 0.0                  | 1                    | 0                    | 0                    | 0                    | 0                    |
| 2021     | PIT    | 1    | 1    | 3                    | 3                    | 0                    | 2                    | 1.0                  | 0                    | 0                    | 1                    | 26                   | 1                    |
| 2023     | PIT    | 0    | 0    | 怪我のためプレーせず | 怪我のためプレーせず | 怪我のためプレーせず | 怪我のためプレーせず | 怪我のためプレーせず | 怪我のためプレーせず | 怪我のためプレーせず | 怪我のためプレーせず | 怪我のためプレーせず | 怪我のためプレーせず |
| 2024     | PIT    | 1    | 1    | 0                    | 0                    | 0                    | 0                    | 0.0                  | 0                    | 0                    | 0                    | 0                    | 0                    |
| 通算     | 通算   | 4    | 4    | 8                    | 6                    | 2                    | 3                    | 1.0                  | 3                    | 0                    | 1                    | 26                   | 1                    |

- 2024年度シーズン終了時